# Stephanie Harvey

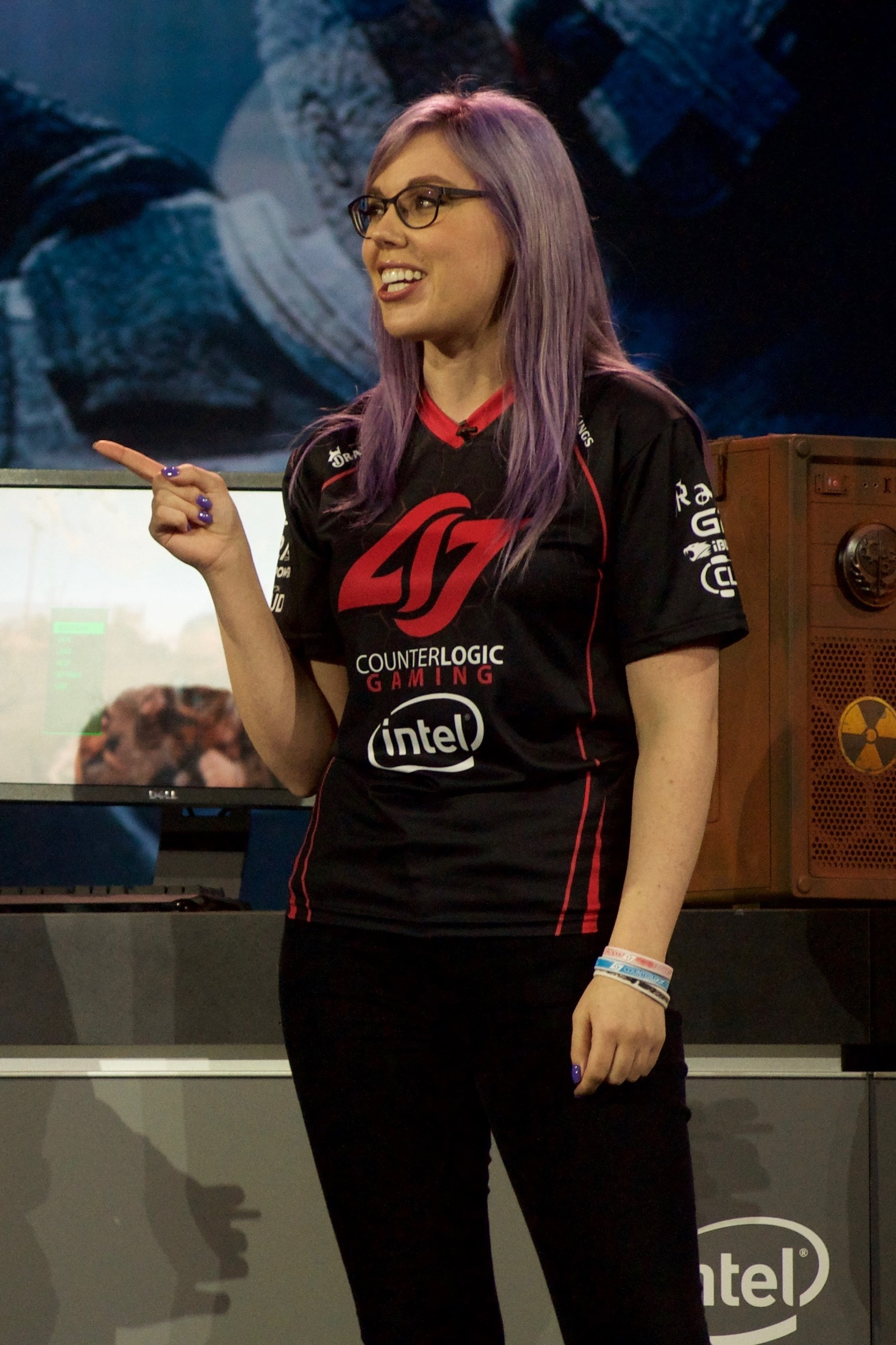
Stephanie Harvey

Stephanie Harvey (Canadá,19 de Abril de 1986), também conhecida por missharvey é uma jogadora profissional de Counter-Strike: Global Offensive e ex-jogadora profissional de Counter-Strike 1.6. Disputa campeonatos pela equipe Counter Logic Gaming Red, milita pela igualdade de gênero no mundo dos games e atua  como game designer na Ubisoft Montreal.
É considerada uma das jogadoras mais bem sucedidas na bilionária indústria dos E-sports.
Em 2016, foi incluída na lista de 100 mulheres mais inspiradoras e influentes pela BBC.